# Torpedowagon

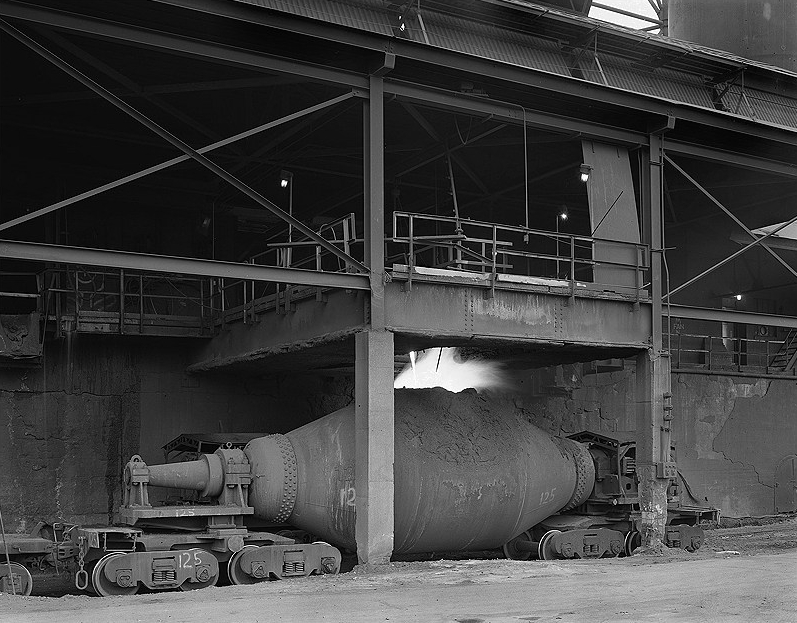
Torpedowagon bij het vullen

 Een torpedowagon is een speciale thermisch geïsoleerde spoorwegwagon voor het transport van vloeibaar ijzer bij de hoogovens. De wagon dankt zijn naam aan de vorm die doet denken aan een torpedo.
De wagon kan 160 tot 320 ton gesmolten ijzer met een temperatuur van 1400° Celsius bevatten dat dankzij de isolatie tot 30 uur vloeibaar blijft. De isolatie bestaat uit vuurvaste steen (chamotte). De langwerpige ronde container bevindt zich tussen twee draaistellen en kan met een motor worden gedraaid om de lengteas om te legen. Het transport vindt meestal plaats met 4 tot 6 wagons over een rails met normaalspoor.